# Spinosteusloffina
Spinosteusloffina is een geslacht van uitgestorven kreeftachtigen uit de klasse van de Ostracoda (mosselkreeftjes).

## Soort
- Spinosteusloffina multispinosa Copeland, 1989 †